# Hombres salvajes, bestias salvajes
Hombres salvajes, bestias salvajes (1975) (título original Ultima grida dalla savana), es una película mondo dirigida por Antonio Climati y Mario Morra. Rodado en varios continentes, el filme se centra principalmente en la cacería y la interacción del ser humano con los animales. Más específicamente, la película documenta varias formas de cacería que pueden ser encontradas en el mundo y cómo los humanos y los animales pueden ser tanto el cazador como la presa. Como varios filmes mondo, los realizadores aseguran documentar el comportamiento real, extraño, violento y costumbres, aunque varias escenas están claramente dramatizadas. Es narrado por el novelista italiano Alberto Moravia.
Este fue el primer filme de Climati y Morra de la Trilogía Salvaje, la cual incluye también Savana Violenta (Sabana Violenta) y Dolce e Selvaggio (Dulce y Salvaje). El filme más conocido de dicha trilogía, Hombres salvajes, bestias salvajes, llegó a ser muy influyente en el cine de explotación debido al uso de técnicas cinematográficas en numerosas películas mondo posteriores. Dos escenas en particular, un león atacando a un turista en Namibia, y el asesinato de un indígena por un grupo de mercenarios de Sudamérica, han ganado notoriedad como supuestas imágenes auténticas de la muerte humana (sin embargo, ambas se han revelado falsas). La película también provocó una rivalidad entre el equipo de Climati y Morra, con los hermanos Alfredo y Angelo Castiglioni. Estos dos equipos se convirtieron en los precursores de la segunda generación del cine mondo.

## Sinopsis
La película es una representación de varias escenas, por lo general violentas y extrañas, que de alguna manera se relacionan con la cacería. Cada escenario se presenta uno tras otro con poca consideración por la continuidad narrativa. La escena inicial muestra a un cazador de Patagonia que caza ciervos para sobrevivir. Empiezan los créditos de apertura mientras el cazador atrapa un ciervo, al cual dispara, mata, y luego decapita. Posteriormente, una de las numerosas escenas de las reuniones anti-cacería se muestra, esta misma en Cape Cod. La atención se desplaza rápidamente a la caza de fauna silvestre, donde un mono es asesinado por un leopardo, y un mono ardilla por una anaconda. El tema cambia nuevamente a la sociedad de cacería de fauna silvestre en Australia y África. Unos aborígenes cazan canguros y otros marsupiales grandes con lanzas y murciélagos gigantes con bumeranes. Unos cazadores de tribus indígenas de África matan animales grandes, incluidos los antílopes, búfalos y elefantes en la Sabana. También se muestras ceremonias religiosas, donde los cazadores africanos chupan la sangre fresca de las entrañas de un antílope, y los aborígenes australianos simbólicamente sepultan a sus presas en el polvo de aplacar a los espíritus de los animales. Por último, dos hermanos son detenidos después de participar en una forma de canibalismo ritual post mortem de tres de sus familiares con el fin de adquirir las habilidades para la caza de los muertos.
Otras tradiciones de caza prosiguen, de nuevo arraigada en la religión. Los guerreros de la tribu de Kuru en África cometer un acto sagrado en el que copulan con el suelo en la creencia de que hará la tierra fértil y producirá animales para la caza, y un ciervo cazado en Francia, arraigado en antiguas creencias paganas de los galos, es bendecido por una multitud antes de la caza se lleve a cabo, durante el cual los cazadores y perros le persigan, y finalmente, maten al ciervo huyendo. En una cacería de zorros, la Asociación del Zorro Salvaje sabotea la cacería al servir vino laxado y distraiga a los perros con una perra afgana en celo. Sus esfuerzos se conectan entonces a la conservación de las especies, y para ejemplificar que los cazadores están verdaderamente interesados en la conservación de la fauna, cazadores argentinos capturan un cóndor andino para venderlo a un zoológico. Un collage de otros esfuerzos de la conservación se muestran, incluyendo el etiquetado de rinocerontes blancos, elefantes y osos pardos, a los cuales se dispara dardos con morfina. Ciervos argentinos y elefantes marinos son capturados y marcados. Los turistas en safaris africanos vienen a continuación para ver los esfuerzos de conservación, que según el narrador intentan negar los instintos violentos de los animales. Este engaño se demuestra con la apabullante muerte de un turista por los leones.
Otra manifestación en contra de la caza se convierte en foco de la película, esta vez en la Isla de Wight. Desnudos y relaciones sexuales se practican libremente entre los manifestantes, y esto se contrasta con los grupos de antiguos cazadores y recolectores, quienes tenían reglas estrictas en cuanto a la desnudez. El narrador afirma que cuando las reglas de la caza se perdieron, pasó igual con las normas hacia la desnudez. También se destaca la contradicción que a pesar de este pueblo están en contra de la caza, miles de animales criados granja tenía que morir para apoyarlos. El enfoque pasa a los pingüinos de Humboldt, los cuales no se pueden cazar debido a las aguas contaminadas, por lo tanto parecen independiente y sin atención. Este efecto se compara para los esquimales de hoy en día, que ya no cazan desde el descubrimiento de petróleo en su país de origen y han caído en la depresión y la melancolía. Con el fin para revertir el proceso, varios grupos de hombres salen y reactivan sus costumbres de caza. Reflejada en este, un montaje de la propiedad de armas, la cual la película relaciona con sensaciones de masculinidad, seguida por disparos de la caza furtiva de elefantes de África. Para compensar la disminución del número de juego debido a la caza ilegal, los guerreros de la tribu Lobi celebrar la "Ceremonia de la Vida", en los la cual se masturban con varas ceremoniales y vierten el producto en el río, con la esperanza que los animales beberán el semen y se multiplicarán. La atención se desplaza a grandes sondas electrónicas en la sabana peruana que se usa para medir los vientos de El Niño para condiciones de pesca óptima. Las aves de pesca son también vigilados electrónicamente, así que las zonas de pesca principal se puede encontrar basado en los hábitos de pesca de las aves. Este frenesí de pescado en América del Sur se ve reflejado en la carrera del salmón en Alaska, donde los osos Kodiak cazan y pelean por la presa.
El examen de una tradición de caza en el norte de Europa sigue, donde los halcones ayudan a los seres humanos en la caza por la captura de animales silvestres, como los conejos y faisanes. Una mayor colaboración con el hombre y los animales se pone de relieve, esta vez con los guepardos. Para demostrar la velocidad del guepardo y la eficacia, una persecución entre un grupo de guepardos y avestruces se organiza, en la que los pájaros son cazados y asesinados. Los siguientes animales colaboradores son perros, los cuales cazan jabalí en la Patagonia y un puma que atacó a un rebaño de ovejas y un pastor. En las ciudades, sin embargo, los perros callejeros son los perseguidos por cazadores de perro, que según el narrador demuestra que la caza sigue activo, pero la presa ha cambiado. Indios también utilizan perros a cazar monos, pero sus esfuerzos son comparados con mercenarios que cazan a los indios mismos con el fin a eliminarlos de su tierra natal para el desarrollo. En uno de esos casos, los mercenarios toman represalias en contra de la muerte de un obrero por cazar a un grupo de indios, los cuales le torturan, castran y asesinan. Varias escenas de la vida silvestre se muestra a continuación, después de cuales los orangutanes son cazados para ser vendidos a los zoológicos. La película termina con la coexistencia del hombre y de animales entre Erik Zimen, un ecologista, y los lobos, el grupo de animales que desea guardar.

## Reacciones
La película fue estrenada en Italia el 24 de octubre de 1975, e internacionalmente en 1976. El filme fue bien recibido en Asia; en 1976, Ultime Grilla Dalla Savana fue superada en Hong Kong solo por Tiburón. A pesar de ello, la recepción a la película de los críticos de cine convencional es casi completamente negativo, aunque es bien aceptado por la crítica en los círculos de cine de explotación. Marcos Goodall llama a la película un "examen extraordinario, de mondo pseudo-filosófica de la caza fijada en el ciclo, la relación (inter) del cazador y la presa, Kerekes y Slater también comentaron que era "El éxito deEl hombre salvaje... Salvaje Bestia[que] inauguró la trilogía 'salvaje'."

### Críticas
El contenido de la película, en particular la violencia gráfica y la muerte humana, ha sido criticado por ser demasiado explícitas y de explotación. Robert Firsching, de Allmovie declara: 

La razón de la notoriedad de la película, sin embargo, es una colección de granulosos 16 mm de imágenes que muestran la mutilación terrible redada, la castración, y la masacre de un grupo de miembros de la tribu de mercenarios blancos. Como terribles y repugnantes de una secuencia que nunca se muestra en un documental, las imágenes de masacres marcaron algo de un punto de inflexión en el desarrollo del subgénero de Mondo, que pasó cada vez más hacia las colecciones snuff de la muerte y la mutilación.

Time Out Film Guide ha hecho críticas similares de los contenidos de la película, calificándola como "un caos sangriento, descaradamente exploativo lío en la película, y dice que es "sólo una oportunidad más para observar en las escenas crudas de sexo y más (especialmente) la violencia ".
La inclusión de varias escenas de etapas o scripts ha hecho la película un objetivo para críticas de condenación. Muchas escenas se han demostrado falsas, incluyendo la campaña de lucha contra la caza del zorro participación de la ficticia "Wild Fox Asociación" y el asesinato de los hombres indígenas por parte de mercenarios. En otra manifestación de vida silvestre, la fabricación de la escena es evidente con la presencia de la estrella porno italiana Ilona Staller. El ataque del león hacia Pit Dernitz también es sospechoso de ser un invento de los historiadores de cine.
Si bien esta clase de material ha sido incluido a lo largo de la historia del cine mondo, estas escenas son sin embargo los objetivos de vergüenza crítica. Kerekes y Slater dicen de la secuencia de lucha contra la caza de zorro que es una"auto-parodia", y Goodall la califica como "ridícula". La protagonización de las escenas de muertes humanas también han sido criticados por ser más de explotación que educativos, especialmente entre los críticos que son conscientes de la fabricación de las escenas ". Aparte de su crítica de tomas de escena de la película, Goodall también señala la reutilización de las secuencias de la caza tribal africano y la caza furtiva de Africa Addio como un defecto de la película.

## Controversia
Debido a su contenido gráfico, ha encontrado problemas de censura con las tablas de cine de algunos países. En Australia, la Oficina de Clasificación de Cine y Literatura prohibió tanto la película sin cortes, así como la versión con cortes en 1976. Un recurso de apelación interpuesto ese mismo año fue negado. Diez años más tarde, la casa distribuidora de vídeo Palace Video interpuso el mismo corte de impresión ante la junta de la película y recibió una calificación A + R18. Los recortes incluyen segmentos del ataque del león, la tortura y el asesinato del indígena por los mercenarios, la muerte de un zorro por una manada de perros de caza, y la muerte de un ciervo por un cazador en la escena de apertura.
La película hizo frente a problemas similares censura para su estreno en el Reino Unido. En 1976, casi 10 minutos fueron cortados antes de que se aprobó con una clasificación X por la British Board of Film Classification (BBFC). Varias escenas de crueldad hacia los animales, una carrera entre guepardos y avestruces, el ataque del león, y la caza de los mercenarios de los nativos amazónicos fueron todas cortadas de la versión británica. Las escenas de crueldad hacia los animales fueron objeto de la Royal Society for the Prevention of Cruelty to Animals (RSPCA) para ser cortado de la película, especialmente la caza y destripamiento de un puma. También en 1976, la Valtion elokuvatarkastamo, la junta de clasificación de cine finlandés, prohibió la película en Finlandia en su totalidad por la inclusión de escenas de la muerte humana auténtica.

## Influencia
Como su cineasta anterior, señala Climati influencia de las películas mondo de Gualtiero Jacopetti y Franco Prosperi. El trabajo de cámara utilizada se utilizó anteriormente en Africa Addio, y algunas escenas están directamente tomadas de dicha película. Además, la música que Carlo Savina llevó a cabo para la película guarda similitudes con la música de Riz Ortolani realizada para Mondo cane y Africa addio. En términos de contenido, Kerekes y Slater dicen, ""Hombre Salvaje Bestia Salvaje" es un ligero regreso a la visión del mundo más enciclopédico del cine de mondo que prevalecía en los 60's... lo que demuestra primeras raíces de Climati en el cine mondo. Firsching y Goodall también señalan que "Ultime Grida Dalla Savana" es un film transitorio, ya que, proporcionan un enlace vital entre los "clásicos" shockumentaries de mediados de 1960, y los más crueles mondos en gran parte de mediados de 1970 y más allá."
Las escenas de la muerte humana, que se rodaron de una manera que parecía un documental de observación, llegó a ser influyente en el cine de explotación, ya que varias películas posteriores se utilizaron técnicas similares de filmar algunas escenas para dar una sensación de mayor realismo. Ruggero Deodato utiliza este estilo prolíficamente en su película Holocausto Canibal, en el que un grupo de cineastas se pierde después de adentrarse en los selva tropical de América del Sur para hacer un documental sobre las tribus caníbales. En la película, sólo tomas hechas por el equipo se recuperan, que es todo unas tomas en el estilo de cinéma vérité que se asemeja a las "tomas de aficionados" en Ultime Grida Dalla Savana. Las tomas de Holocausto Canibalfueron tan realistas que Deodato fue arrestado por hacer una película snuff. Se retiraron los cargos en última instancia, cuando Deodato reprodujo las supuestas muertes de los actores en frente de los tribunales.
El lanzamiento de Ultime Grida Dalla Savana inició una rivalidad entre Climati y Morra, y otros dos productores de cine mondo. Los hermanos Castaglioni realizaron anteriormente otros dos filmes mondo, Afriga Segreta y Africa ama, antes del lanzamiento de Ultime Grida Dalla Savana. Una de las películas después de los Castiglionis, Addio ultimo uomo, realizada en 1978, incluye una escena de "tomas de aficionados" que imita los escena en la que los mercenarios cazan a los nativos. Esta escena, en la que se capturó a un leñador africano, torturado y castrado por una tribu rival, también ha sido demostrado como actuación. De nuevo en 1978, los película Faces of Death incluye tomas de aficionado en una recreación de la muerte de Pit Dernitz, sólo que cambiando los leones por osos.

## Banda sonora
La partitura y las canciones en los película fueron compuestas y escritas por Carlo Savina y Gilbert Kaplan. Las canciones fueron cantadas por Kaplan y Ann Collin. La música se asemeja a las anotaciones por Riz Ortolani para Africa Addio, como la mayoría de temas son de carácter ligero y alegre, sobre todo durante los apertura y el cierre de créditos. El arreglo de la música para mejorar la atmósfera y crear un efecto cómico también imita los composiciones de Africa Addio. La banda sonora fue lanzado inicialmente en un LP en 1975, y fue publicado posteriormente con la banda sonora de Savana Violenta en un disco compacto en 1991.

### Lista de canciones
1. "Questa grande terra"
2. "Caccia al cervo"
3. "Cattura elefante"
4. "Holland and Holland"
5. "L'Armadillo"
6. "Morgan il cacciatore"
7. "Morte di un animale"
8. "Orango in libertà"
9. "Accalappiacani"
10. "Canti di caccia"
11. "La Camargue"
12. "Gli Struzzi"
13. "Ragazzi in festa"
14. "Festa paesana"
15. "Prigionia di un orango"
16. "La Gioia della libertà"
17. "Questa grande terra"

## Estrenos y secuelas
Varios lanzamientos de DVD de Ultime Grida Dalla Savana están disponibles en el mercado. Un DVD japonés fue publicado por Pioneer en 2002 con subtítulos en japonés y una duración de 91 minutos. Otra versión fue lanzada en los Estados Unidos como parte de un set de "La Experiencia Grindhouse" en 2007, al igual que una versión australiana por I-Entertainment. La versión de "La Experiencia Grindhouse" dura 89 minutos, al igual que el DVD australiano, el cual se masterizó del VHS realizado por Palace Video.
Climati y Morra hicieron dos secuelas de Ultima Grida Dalla Savana. La primera fue Savana Violenta, también conocida como Savage Man Sabage Beast no. 2, y fue lanzada en 1976. Ésta secuela fue un poco menos gráfico en su descripción de la violencia, y a diferencia de su predecesor, no encontró problemas de censura en Australia. Una versión recortada de la película también fue lanzada en Estados Unidos bajo el nombre de Mondo Violence. La última película, Dolce e Selvaggio, fue lanzado en 1983 y consistía en parte de tomas falsas y tomas recicladas de Climati y anteriores Morra de las dos anteriores. Fue lanzado originalmente sin cortes en cines en Australia, pero en 1987 se tuvieron que recortar aproximadamente dos minutos. Morra pasó a hacer una última película mondo sin Climati llamada La Zona Salvaje, mientras que Climati hiz más tarde la película caníbal Natura Contro en 1988.